# 성자립
성자립(成資立 또는 成自立)은 2004년 2월에서 2013년 4월까지 김일성종합대학 총장을 지낸 인물이다. 그는 한국전쟁 이전 남측에서 혁명활동을 하다가 체포, 사형당한 성시백(1905년 4월 - 1950년 6월)의 아들로, 2002년 8월 대구 유니버시아드 대회에 북측 부단장으로 대한민국을 방문한 바 있다. 2012년 8월 23일, 조선중앙TV는 보도에서 그를 '김일성종합대학 총장이자 고등교육상'으로 언급하였다. 이 직함은 2013년 4월에 태형철로 교체되었다.